# Massacres de Viánnos
Les massacres de Viánnos, ou l'holocauste de Viánnos (en grec moderne : Σφαγές της Βιάννου / Sphagés tis Viánnou ou Ολοκαύτωμα της Βιάννου / Olokaútoma tis Viánnou) sont une campagne d'extermination massive, lancée par les forces nazies, contre les habitants civils d'une vingtaine de villages, situés à proximité des provinces de Viánnos Est et Ierápetra Ouest, sur l'île grecque de Crète, pendant la Seconde Guerre mondiale. Les tueries, qui ont fait plus de 500 morts,,, sont perpétrées du 14 au 16 septembre 1943, par des unités de la Wehrmacht. Elles sont accompagnées par l'incendie de la plupart des villages, le pillage et la destruction des récoltes,.
Les pertes en vies humaines constituent l'un des massacres les plus meurtriers de l'occupation de la Grèce, par l'Axe, après le massacre de Kalávryta. Il est ordonné par le Generalleutnant Friedrich-Wilhelm Müller, en représailles au soutien et à l'implication de la population locale dans la résistance crétoise. Müller, qui a reçu le surnom de « boucher de Crète », est exécuté, après la guerre, pour sa participation à ce massacre et à d'autres. 

## Contexte
Viánnos fait partie d'une zone montagneuse, située dans la partie sud-est du district régional d'Héraklion, qui s'étend entre le mont Dicté au nord et la mer de Libye, sur la côte sud de la Crète. Après la bataille de Crète, en 1941, au cours de laquelle l'île est aux mains de l'Axe, Viánnos et le district de Lasithi voisin font partie de la zone d'occupation italienne. Jusqu'à la fin de 1942, les Italiens ne sont pratiquement pas présents dans la région, ce qui facilite la mise en place et l'activation de plusieurs groupes de résistance. Parmi eux se trouve l'une des plus grandes organisation résistante de Crète, dirigée par Manólis Bandouvás, dont le nom de code, pour le SOE, est « Bo-Peep ».
Au début de 1943, l'activité croissante des résistants, combinée aux rumeurs selon lesquelles les Alliés ont des plans pour envahir la Crète, conduit les Italiens à commencer la construction de fortifications côtières et à installer des garnisons dans la région. D'autre part, les Allemands ont commencé, dès 1942, à stationner leurs propres forces dans les villages côtiers de Tsoútsouros et d'Árvi. En mai 1943, ils ont également établi un avant-poste, avec trois hommes, à Káto Sými, qui sont chargés de récolter des pommes de terre pour l'approvisionnement des troupes d'occupation et de surveiller les environs,.

## Embuscade à Káto Sými
L'invasion alliée de la Sicile, en juillet 1943, suivie de l'armistice italien, annoncé le 8 septembre, ainsi que la fuite du commandant italien de la Crète orientale, Angelico Carta (en), vers l'Égypte, renforcent les rumeurs selon lesquelles une opération alliée, en Crète, est imminente. À la suite de ce malentendu, Bandouvás ordonne une attaque contre l'avant-poste allemand de Káto Sými,. Comme le note l'historien Antony Beevor, Bandouvás agit sans consulter les Britanniques ; il anticipe le fait que les Alliés allaient bientôt débarquer et espère qu'il en ressortirait comme un héros national.
Le 10 septembre, les partisans de Bandouvás lancent leur attaque sur l'avant-poste, tuant les deux soldats allemands présents et jetant leurs corps dans une crevasse. Bandouvás affirme par la suite qu'il a donné l'ordre à ses hommes de capturer les deux hommes vivants, conformément aux ordres du Caire. Ces affirmations sont démenties par les agents du SOE, Patrick Leigh Fermor et Thomas James Dunbabin, qui soutiennent qu'aucun ordre n'a été donné.

## Représailles
Le jour suivant l'élimination de la compagnie allemande à Káto Sými, une importante force, comptant plus de 2 000 hommes, commence à se rassembler à Viánnos. Exaspéré par la perte de ses hommes et voulant donner l'exemple aux Italiens en fuite qui envisagent de se joindre aux partisans, le commandant d'Héraklion, Friedrich-Wilhelm Müller, ordonne le rassemblement des troupes du 65e régiment de la 22e division d'infanterie, pour détruire Viánnos et exécuter rapidement tous les hommes de plus de seize ans ainsi que toutes les personnes arrêtées dans la campagne, sans distinction de sexe ou d'âge.
Ainsi, un plan de destruction systématique de Viánnos est mis en place, à partir du 13 septembre. Séparées en petits groupes, les forces du 65e régiment de grenadiers encerclent la région, l'envahissant simultanément de diverses directions. Au début, ils rassurent les habitants en leur disant que leurs intentions sont pacifiques, persuadant de nombreux hommes qui ont fui dans les montagnes de rentrer chez eux. Le lendemain (14 septembre), des exécutions de masse, aveugles, des fusillades et des arrestations impromptues, ainsi que des pillages, des incendies criminels, des actes de vandalisme, la démolition et la destruction des récoltes ont lieu,,,,. Les survivants n'ont pas le droit de retourner dans leurs maisons en ruines et d'enterrer leurs morts.

## Conséquences

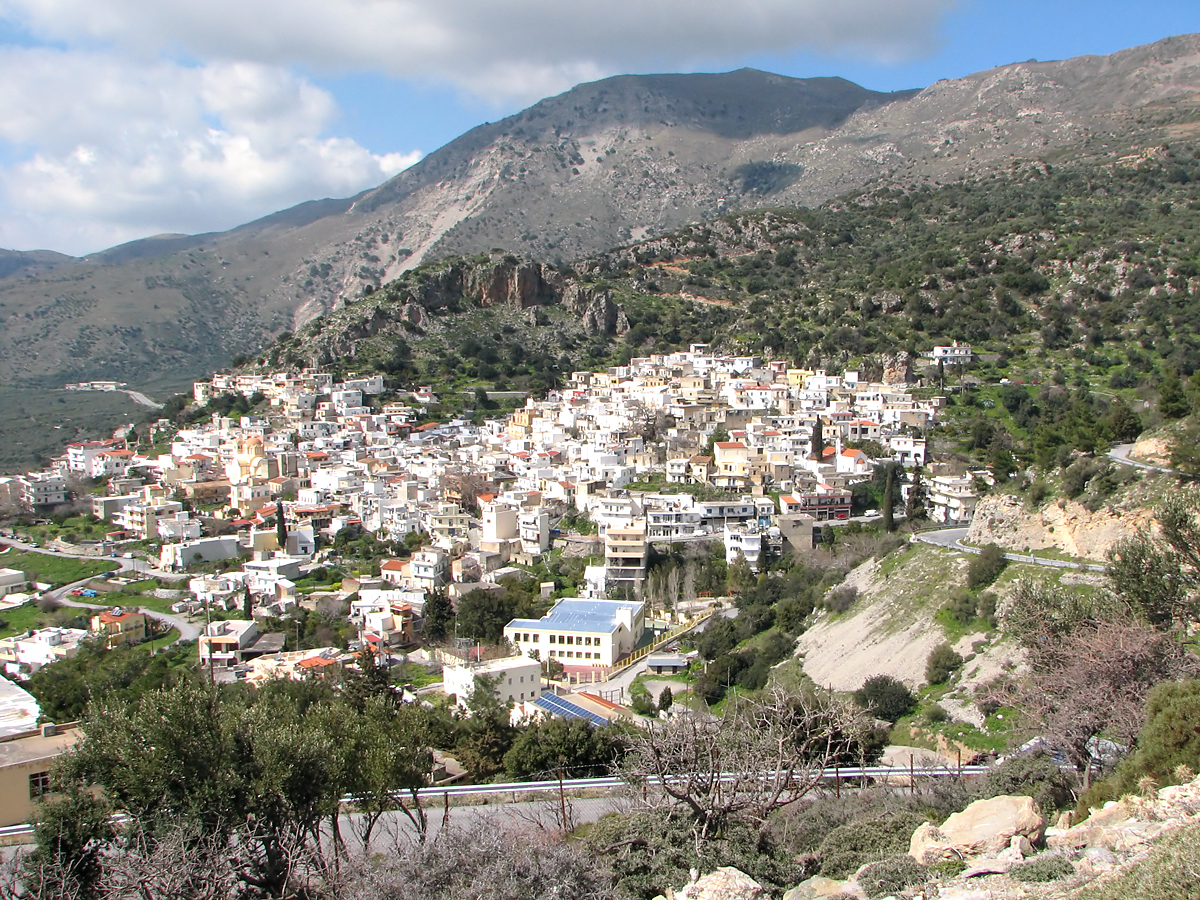
Viánnos en 2012.

Le nombre exact de victimes grecques reste inconnu, mais la plupart des sources s'accordent à dire que le nombre dépasse les 500, dont les habitants des villages de Kefalovrýssi, Káto Sými, Amirás, Pefkos, Vachós, Ágios Vassílios, Áno Viánnos, Sykológos, Krevatás, Kalámi et Loutráki (en grec moderne : Κεφαλοβρύσι, Κάτω Σύμη, Αμιράς, Πεύκος, Βαχός, Άγιος Βασίλειος, Άνω Βιάννος, Συκολόγος, Κρεβατάς, Καλάμι, Λουτράκι) à l'est de Viánnos ainsi que ceux de Mýrtos, Gdóchia, Ríza, Mourniés, Mýthoi, Málles, Christós et Parsás (aujourd'hui Metaxochóri) (Μύρτος, Γδόχια, Ρίζα, Μουρνιές, Μύθοι, Μάλλες, Χριστός et Παρσάς - Μεταξοχώρι) à l'est de Ierápetra.
Environ 200 autres civils ont été pris en otage. Environ 1 000 bâtiments, principalement des maisons, sont détruits. Les survivants ne peuvent pas enterrer leurs morts ni rentrer chez eux, la plupart des villages ayant été réduits en cendres. Aucune réparation n'a
jamais été versée aux survivants. Il a fallu de nombreuses années aux villages pour se remettre, bien que certains n'y soient jamais parvenus complètement.
La plupart des guérilleros de Bandouvás se sont dispersés dans les montagnes voisines, tandis que lui et quelques hommes fuient vers l'ouest, poursuivis par les Allemands. Ils sont rejoints par des groupes de résistance de la chaîne des Montagnes Blanches et, en octobre 1943, s'affrontent à plusieurs reprises avec des détachements allemands. En représailles, les Allemands exécutent plusieurs civils dans les villages de Kalí Sykiá et Kallikrátis. En novembre 1943, Bandouvás est finalement évacuée vers l’Égypte.

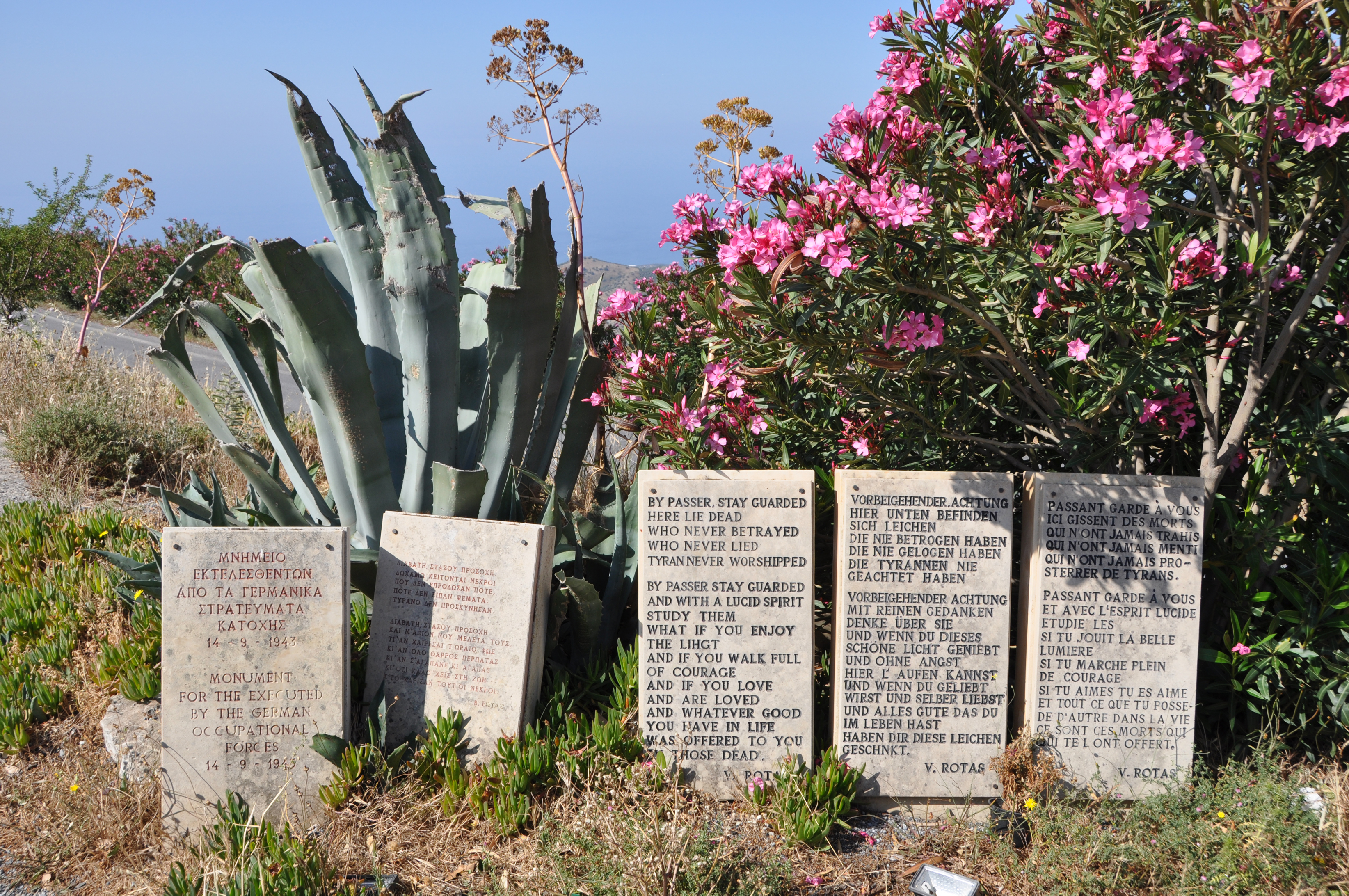
Détail du mémorial d'Amirás.

Le général Müller est capturé par l'Armée rouge en Prusse-Orientale, puis extradé vers la Grèce. Avec Bruno Bräuer, commandant de la forteresse de Crète, entre 1942 et 1944, il est accusé de crimes de guerre par un tribunal militaire grec,. Tous deux sont condamnés à mort le 9 décembre 1946 et exécutés, par peloton d'exécution, le 20 mai 1947. Personne d'autre n'a jamais été traduit en justice, et aucune réparation n'est versée aux familles des victimes.
De nos jours, chaque village a un mémorial de guerre dédié à ses morts tandis qu'un grand mémorial commémorant ceux qui ont perdu la vie, au cours du mois de septembre 1943, a été érigé dans le village d'Amirás.

### Source de la traduction
- (en) Cet article est partiellement ou en totalité issu de l’article de Wikipédia en anglais intitulé « Viannos massacres » (voir la liste des auteurs).